# Santissimo Sacramento delle Religiose Riparatrici del Sacro Cuore
Santissimo Sacramento delle Religiose Riparatrici del Sacro Cuore, även benämnt Cappella del Santissimo Sacramento, är ett kapell i Rom, helgat åt det Allraheligaste Sakramentet. Kapellet är beläget vid Via Tagliamento i quartiere Trieste och tillhör församlingen San Saturnino.

## Historia
Kapellet uppfördes för Istituto Ancelle Riparatrici del Sacro Cuore di Gesù, en kvinnlig kongregation, grundad år 1918, med uppgift att sörja för undervisning av ungdomar, särskilt föräldralösa flickor. Kongregationen har lämnat Rom, men kapellet nyttjas fortfarande för mässfirande.